# Manita Shrestha Pradhan
Manita Shrestha Pradhan (Nepali मनिता श्रेष्ठ प्रधान; * 1. Juni 1999 in Panchthar) ist eine nepalesische Judoka des Leichtgewichts (bis 57 kg), die ihr Land bei den Olympischen Sommerspielen 2024 in Paris repräsentierte.

## Leben und Karriere
Manita Shrestha Pradhan kam mit fünf Jahren in die Obhut der Prisoner's Assistance Mission (PAM), einer Organisation, die Kindern von Gefängnisinsassen Unterkunft und Betreuung gewährt. Sie wuchs in der Mission auf, ging zur Schule und begann dort mit dem Judo-Training, motiviert von ihrem Betreuer.
Ihr erstes Judo-Turnier war das Triyog Judo Championship im Jahr 2011 in Kathmandu, bei dem sie eine Goldmedaille gewann. Danach nahm sie an den Judo-Weltmeisterschaften in den Jahren 2017, 2018 und 2019 teil, wo sie jeweils in der ersten Runde ausschied. Bei den Asienspielen 2019 und 2023 sowie bei den Asienmeisterschaften 2016 trat sie ebenfalls an. 2017 wurde sie bei den asiatischen Judo-Meisterschaften in Hongkong die erste nepalesische Judoka, die einen Kampf bei asiatischen Meisterschaften gewann. Zwei Jahre später konnte sie in dem Judo World Cup „Asia Open Taipeh“ den siebten Platz erringen.
Einen großen internationalen Erfolg feierte sie 2017 bei den U21 Asienmeisterschaften in Bischkek, als sie die Bronzemedaille gewann. Ein Jahr später kam sie bei den U21 Asienmeisterschaften auf Platz fünf. Vorher hatte sie 2014, 2015 und 2016 an den asiatischen U18-Meisterschaften teilgenommen. In Hongkong erreichte sie 2014 Platz sieben und diesen Erfolg wiederholte sie 2015 in Bangkok. 2016 kam sie im indischen Kochi auf den dritten Platz.
Seit 2022 ist sie Sportstipendiatin des nepalesischen Olympischen Komitees. Für die Olympischen Sommerspiele 2024 in Paris konnte sich Manita Shrestha Pradhan über die IJF-Weltrangliste qualifizieren. Damit wurde sie zur sechsten nepalesischen Judoka, die an Olympischen Sommerspielen teilnahm. Bei der Eröffnung der Spiele war Manita Shrestha Pradhan Fahnenträgerin. In dem Judo-Wettbewerb bis 57 kg der Frauen unterlag sie in ihrer ersten Runde der Serbin Marica Perišić mit Ippon, schied aus und belegte so den 17. Platz bei den Spielen.
Sie wird von Devu Thapa trainiert, lebt in Kathmandu und gehört der nepalesischen Polizei an.